# Pedro Bocos
Pedro Bocos es un ex-luchador profesional argentino,  personificó a Ulises, el griego, El Murciélago y El Hombre Invisible en  Titanes en el Ring.

## Carrera
Bocos se inició en la lucha profesional en 1965, acompañado de una nueva camada de luchadores que habían sidos contratados por Martín Karadagián para participar de su empresa de lucha. 
En 1972 tuvo un memorable combate contra el Caballero Rojo, en el mítico estadio del  Luna Park. Y en 1973 participó de la película Titanes en el ring basada en el éxito televisivo.
Alejado de la lucha profesional, Pedro Bocos se dedicó a la política durante algunos años.